# Oberharzer Wasserregal
Das Oberharzer Wasserregal oder die Oberharzer Wasserwirtschaft ist ein hauptsächlich vom 16. bis ins 19. Jahrhundert geschaffenes System zur Umleitung und Speicherung von Wasser, das Wasserräder in den Bergwerken des Oberharzer Bergbaus antrieb. Es gilt als das weltweit bedeutendste vorindustrielle Wasserwirtschaftssystem des Bergbaus.
Die zur Erzeugung von Wasserkraft entstandenen Anlagen stehen seit 1978 als Kulturdenkmal unter Denkmalschutz. Am 31. Juli 2010 wurden die Bauwerke wegen ihrer Einzigartigkeit und ihres großen Umfanges als Erweiterung der bereits existierenden Welterbestätte „Bergwerk Rammelsberg und Altstadt von Goslar“ vom UNESCO-Welterbekomitee unter Bezeichnung Bergwerk Rammelsberg, Altstadt von Goslar und Oberharzer Wasserwirtschaft zum UNESCO-Weltkulturerbe erklärt.
Die Anlagen werden zu einem großen Teil weiterhin betrieben, wobei der Zweck überwiegend in der Pflege einer historischen Kulturlandschaft, im Naturschutz, Tourismus und im Badebetrieb besteht. Wasserwirtschaftlich gesehen haben einige Stauteiche noch einen Zweck im Hochwasserschutz und in der Trinkwassergewinnung. Sie erstrecken sich über ein Gebiet von rund 200 Quadratkilometern im niedersächsischen Teil des Harzes, wobei die meisten Bauwerke im Raum Clausthal-Zellerfeld, Hahnenklee, Sankt Andreasberg, Buntenbock, Wildemann, Lautenthal, Schulenberg, Altenau und Torfhaus zu finden sind.

## Das Wasserregal

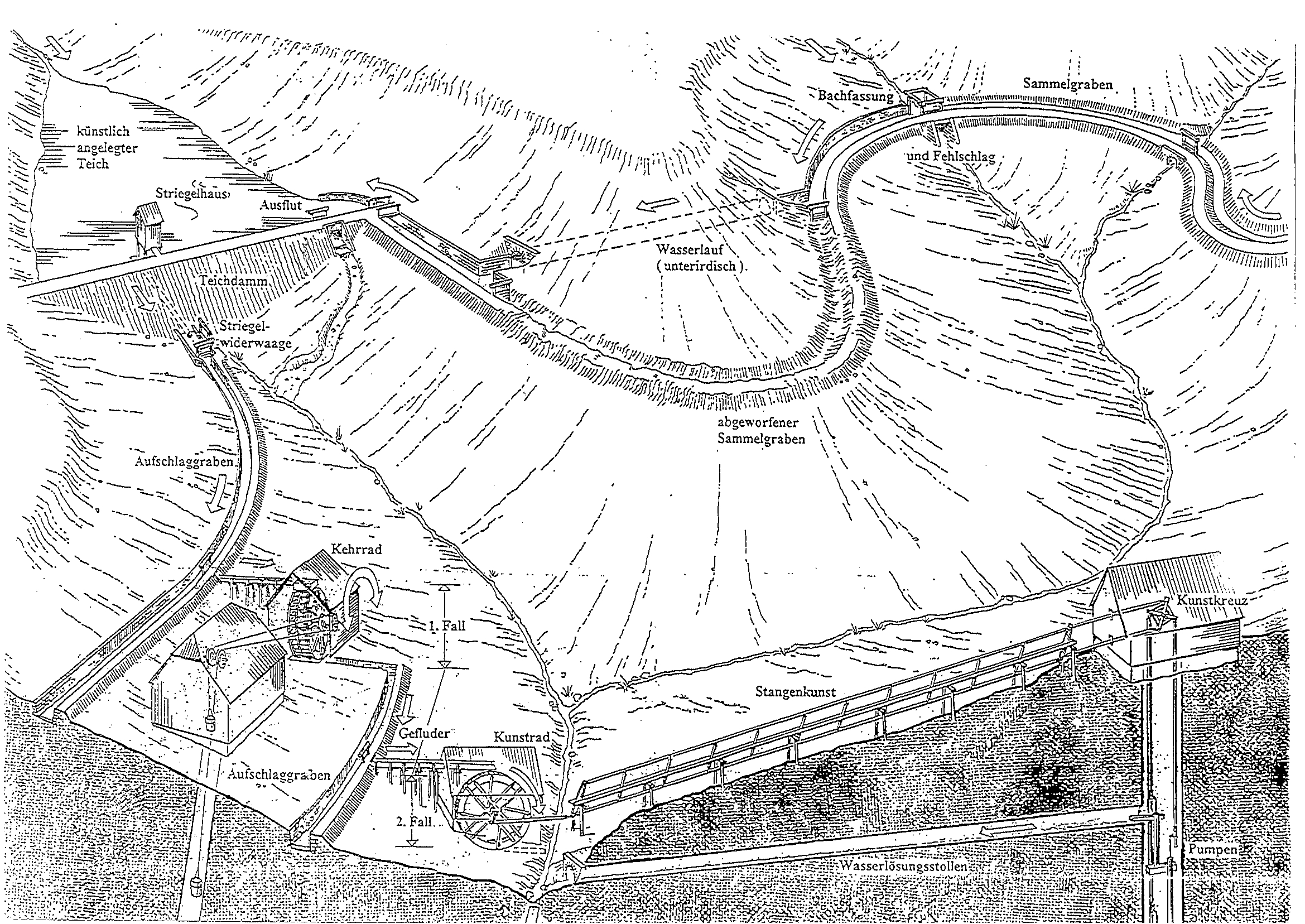
Schematische Darstellung des Oberharzer Wasserregals mit Teichen, Gräben und Wasserläufen sowie der Wasserkraftnutzung in den Bergwerken

Regal bedeutet in diesem Zusammenhang königliches Hoheitsrecht. Mit dem Bergregal verlieh der Landesherr das Recht, Bergbau zu betreiben und mit dem Wasserregal das Recht, das zur Verfügung stehende Wasser dafür zu nutzen. Andere Wassernutzer, insbesondere Wassermühlen, hatten eine niedrigere Priorität. Dieses Wasserregal war Bestandteil der Bergfreiheiten und in Niedersachsen bis in die 1960er-Jahre gültig.  Der häufig verwendete Begriff Oberharzer Wasserwirtschaft ist für diese historischen Anlagen nicht präzise genug, da im Oberharz in den letzten einhundert Jahren auch eine intensive moderne Wasserwirtschaft durch Talsperren entstanden ist.

## Der Oberharzer Bergbau
Der Oberharz gehörte einst zu den bedeutendsten Metallrevieren Deutschlands. Die Hauptprodukte des Oberharzer Bergbaus waren Silber, Kupfer, Blei und Eisen, ab dem 19. Jahrhundert auch Zink. Haupteinnahmequelle war das Silber. Ab dem 16. bis Mitte des 19. Jahrhunderts wurden im Mittel etwa 40–50 % des in ganz Deutschland geförderten Silbers im Oberharz gewonnen. Die darauf zu entrichtenden Abgaben trugen erheblich zu den Steuereinnahmen der Fürsten- und Königshäuser von Hannover und Braunschweig-Wolfenbüttel bei, denn sie sicherten ihnen Macht und Einfluss innerhalb des Deutschen Reichs. Die Lukrativität des Bergbaus rechtfertigte einen hohen Einsatz an Innovationen und Investitionen sowie an technischem Verstand.

## Bergbau und Wasser

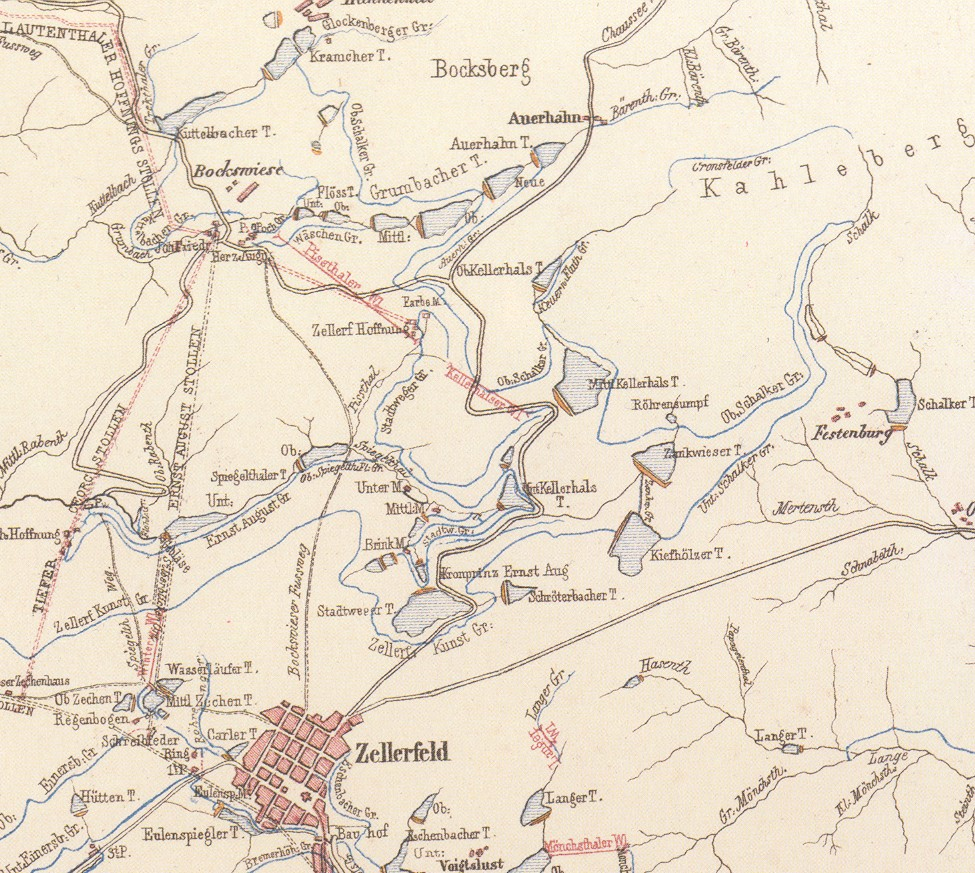
Darstellung von Stauteichen, Gräben und Wasserläufen zwischen Zellerfeld und Bockswiese um 1868

Bergbau ist, sobald er deutlich in die Tiefe geht, sehr energieintensiv. Im Oberharz wurde der Bergbau als Gangerzbergbau betrieben. Der Abbau folgte den fast senkrecht stehenden Erzgängen in die Tiefe. Doch schon nach wenigen Metern Tiefe erschwerte einsickerndes Wasser den Abbau erheblich. Zunächst wurde dieses von auf Leitern stehenden Männern, den sogenannten Wasserknechten, mit Ledereimern abgeschöpft. Durch den Einsatz von Pferden und Göpelanlagen konnten größere Wassermengen gehoben werden. Pferde waren aber teuer und mussten regelmäßig nach wenigen Stunden ausgewechselt werden. Daher bemühte man sich, zumindest bei den ergiebigen, tiefen Bergwerken auf Wasserkraft zuzugreifen. Sie arbeitete nach ihrer Einrichtung 24 Stunden am Tag kontinuierlich. Dazu wurden Bäche auf Wasserräder umgeleitet, die Kolbenpumpen antrieben, um aus größerer Tiefe und in größeren Mengen Wasser zu heben. Das Prinzip war, Wasser durch Wasser zu heben.
Für den Betrieb der Wasserräder war ständig die ausreichende Versorgung mit Aufschlagwasser notwendig. Der Oberharz ist zwar mit Jahresniederschlägen von über 1300 Millimetern im Jahr recht niederschlagsreich, doch die Bergwerke lagen meist sehr hoch im Gelände in der Nähe der Wasserscheiden, wo es nur wenig ergiebige Bäche gab. Darüber hinaus führen die Gebirgsbäche im felsigen Gelände sehr wechselnde Wassermengen. Nach wenigen niederschlagsarmen Wochen war oft die Wasserkraftversorgung der Bergwerke gefährdet. Dies führte bei einigen Bergwerken dazu, dass sie aufgegeben werden mussten.
In ihrer Blütezeit gehörten die Oberharzer Bergwerke zu den tiefsten der Welt. So wurden bereits um 1700 Schachtteufen von 300 Metern überschritten. Um 1830 erreichte man eine Tiefe von 600 Metern und befand sich damit – was man seinerzeit für bedeutsam hielt – unter dem Niveau des Meeresspiegels. Große Schachtteufen bedingen aber einen entsprechend höheren Energieaufwand zur Förderung von Erz und Grubenwasser. Der hohe Energiebedarf, verbunden mit dem schwierigen Wasserdargebot, zwang daher zu besonders hohen Anstrengungen.
Häufig errichteten die Bergleute neue Wasserbauwerke in den Perioden, in denen aufgrund des Mangels an Aufschlagwasser keine Förderung möglich war. Wenn sich die Wasserräder nicht mehr drehten, konnte das untertage einsickernde Grubenwasser nicht mehr gefördert werden; das Bergwerk „soff ab“, und der Bergmann wurde „ausgetrieben“. In diesen Phasen konzentrierte sich die Beschäftigung auf den Ausbau der Anlagen des Oberharzer Wasserregals.

## Wasserleitungs- und Speicherungselemente

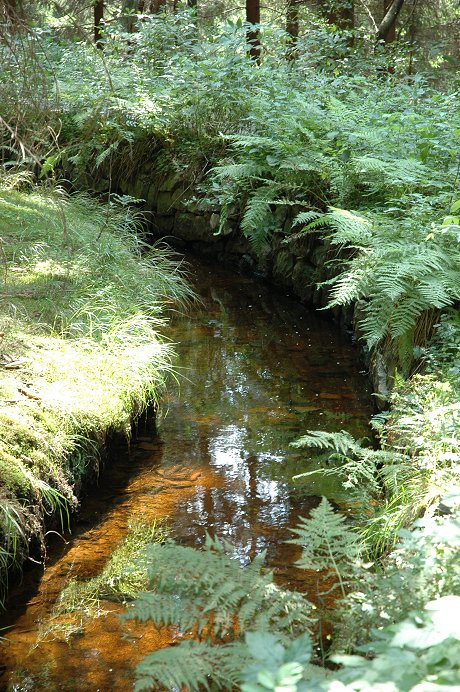
Dammgraben bei Altenau

Insgesamt kann der Bau von 143 Stauteichen, 500 Kilometer Gräben und 30 Kilometer unterirdischen Wasserläufen zur Sammlung, Umleitung und Speicherung des Oberflächenwassers nachgewiesen werden. Zusätzlich werden dem Wasserregal Wasserlösungsstollen von zirka 100 Kilometer Länge zugeordnet. Diese waren jedoch nie alle gleichzeitig in Betrieb. Die Harzwasserwerke betreiben heute 65 Stauteiche, 70 Kilometer Gräben und 20 Kilometer Wasserläufe und halten sie instand. Einige kleinere Stauteiche befinden sich noch in der Obhut der Niedersächsischen Landesforsten oder auch in Privatbesitz.
Das Prinzip der Wasserleitung besteht darin, das Wasser in fast parallel zu den Höhenlinien der Hänge verlaufenden Gräben zu sammeln und in die Bergbauregion zu leiten. Diese Hanggräben können durchaus zehn oder mehr Kilometer lang sein (wie der Dammgraben oder der Obere Schalker Graben). Teilweise wurde das so eingesammelte Wasser nicht direkt zu den Wasserrädern geleitet, sondern in Stauteichen (Kunstteichen) gespeichert, um auch in trockenen Perioden genügend Aufschlagwasser zur Verfügung zu haben. Von den Grundablässen der Stauteiche konnte das Wasser in ein Grabensystem zur Beaufschlagung der Wasserräder eingeleitet werden. Meist ordnete man mehrere Wasserräder kaskadenartig hinter- und untereinander an, so dass das Wasser mehrere Wasserräder nacheinander antreiben konnte. Um das Wasser über möglichst viele Wasserräder leiten zu können, musste es auf einem möglichst hohen Niveau gesammelt, gespeichert und weitergeleitet werden.
Die damalige Technik erlaubte es nicht, Staudämme mit einer Höhe von mehr als etwa 15 Metern zu bauen. Auch dies sprach dafür, eher viele kleine Teiche als wenige große anzulegen. Durch die Kaskadenanordnung der Teiche konnte das Wasser hoch gehalten, das heißt, auf dem höchsten Niveau gespeichert und weitergeleitet werden, um möglichst viele Wasserräder anzutreiben. So sind mehrere landschaftsprägende Teichkaskaden entstanden, die aus vier bis sechs Teichen bestehen.
Die meisten Wasserräder waren Kunsträder und wurden zum Antrieb von Pumpen eingesetzt. Mitunter musste die Kraft über mehrere hundert Meter lange Transmissionen, sogenannte Feldgestänge, zum Bergwerk übertragen werden. Bedeutendere Bergwerke verfügten darüber hinaus über ein Kehrrad, das zur Förderung der Erze und des Haufwerkes eingesetzt wurde. Alle Wasserräder wurden oberschlächtig beaufschlagt. Bis auf einige wenige Rekonstruktionen sind die Wasserräder während des letzten Jahrhunderts verschwunden.

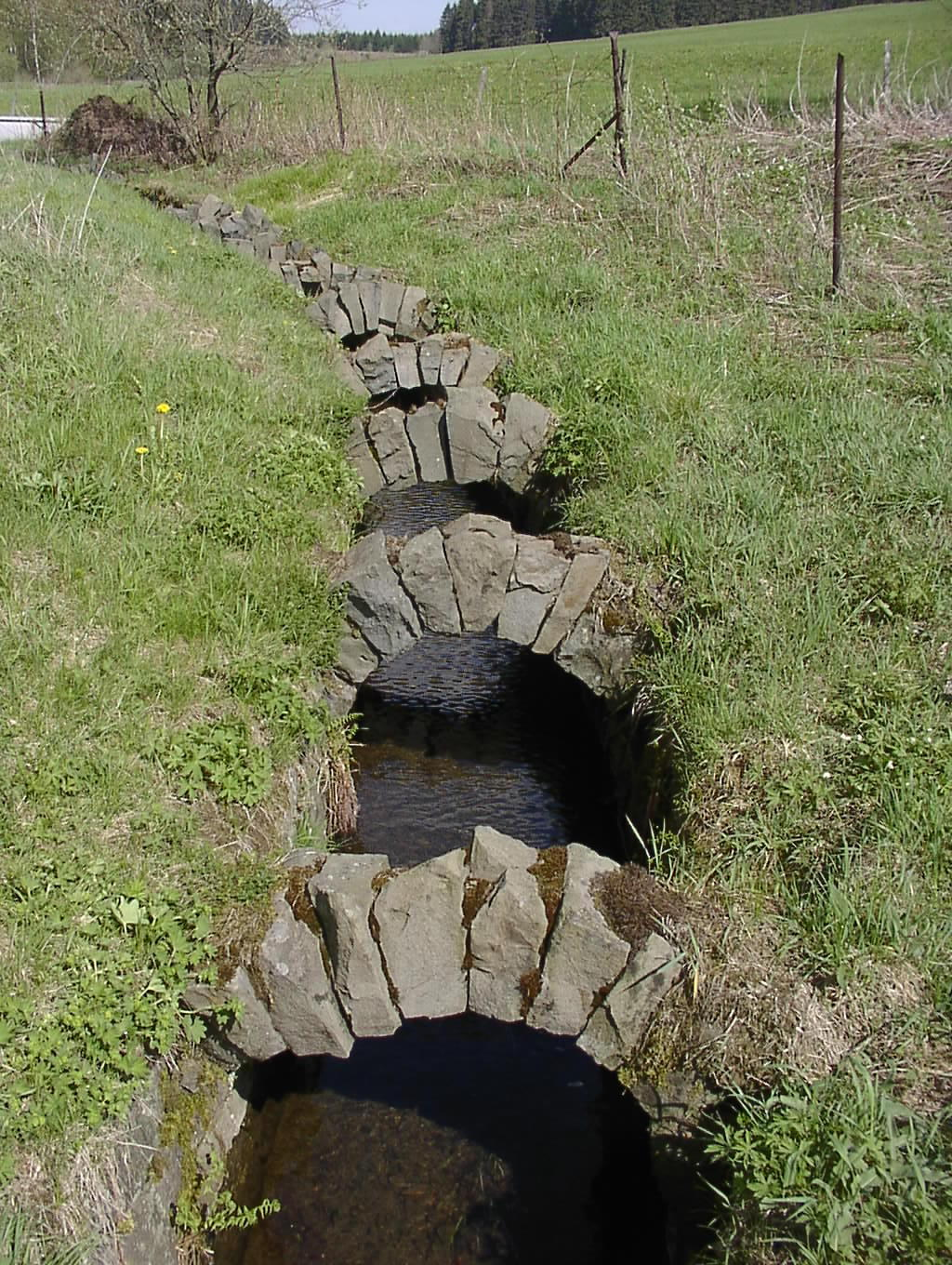
Gewölbebögen am Zellerfelder Kunstgraben
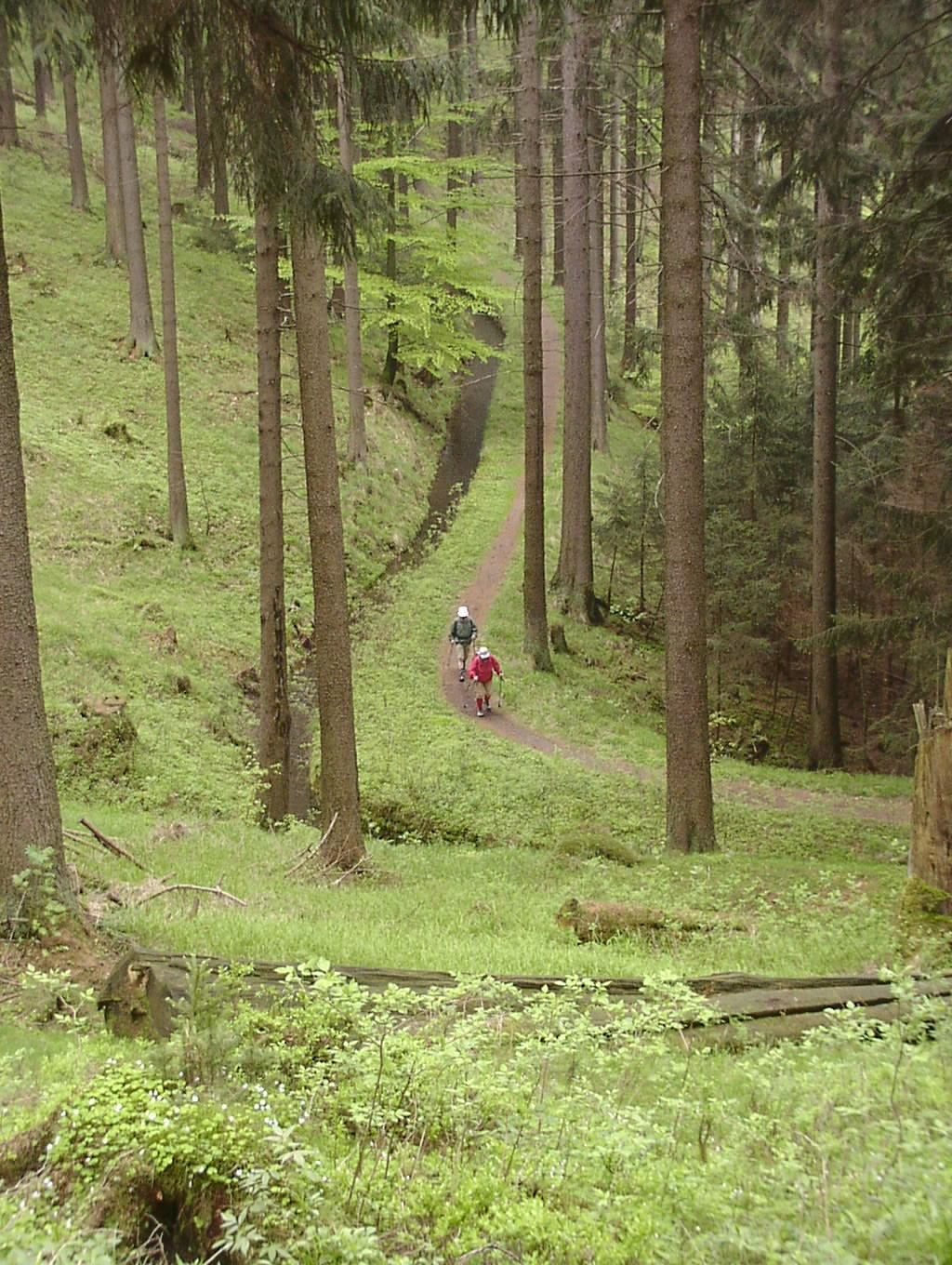
Wanderer am Morgenbrodstaler Graben bei Dammhaus
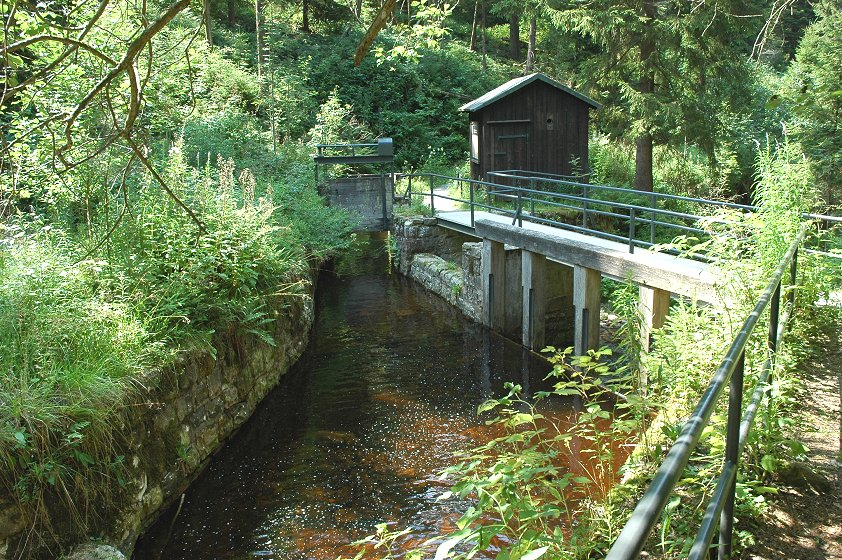
Regulierungseinrichtung für den Wasserzufluss durch den Dammgraben
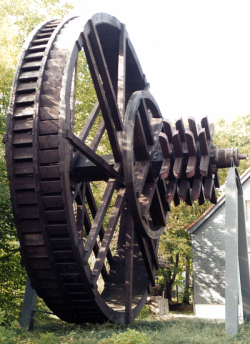
Rekonstruktion eines Kehrrades mit 9,5 Meter Durchmesser in Clausthal-Zellerfeld
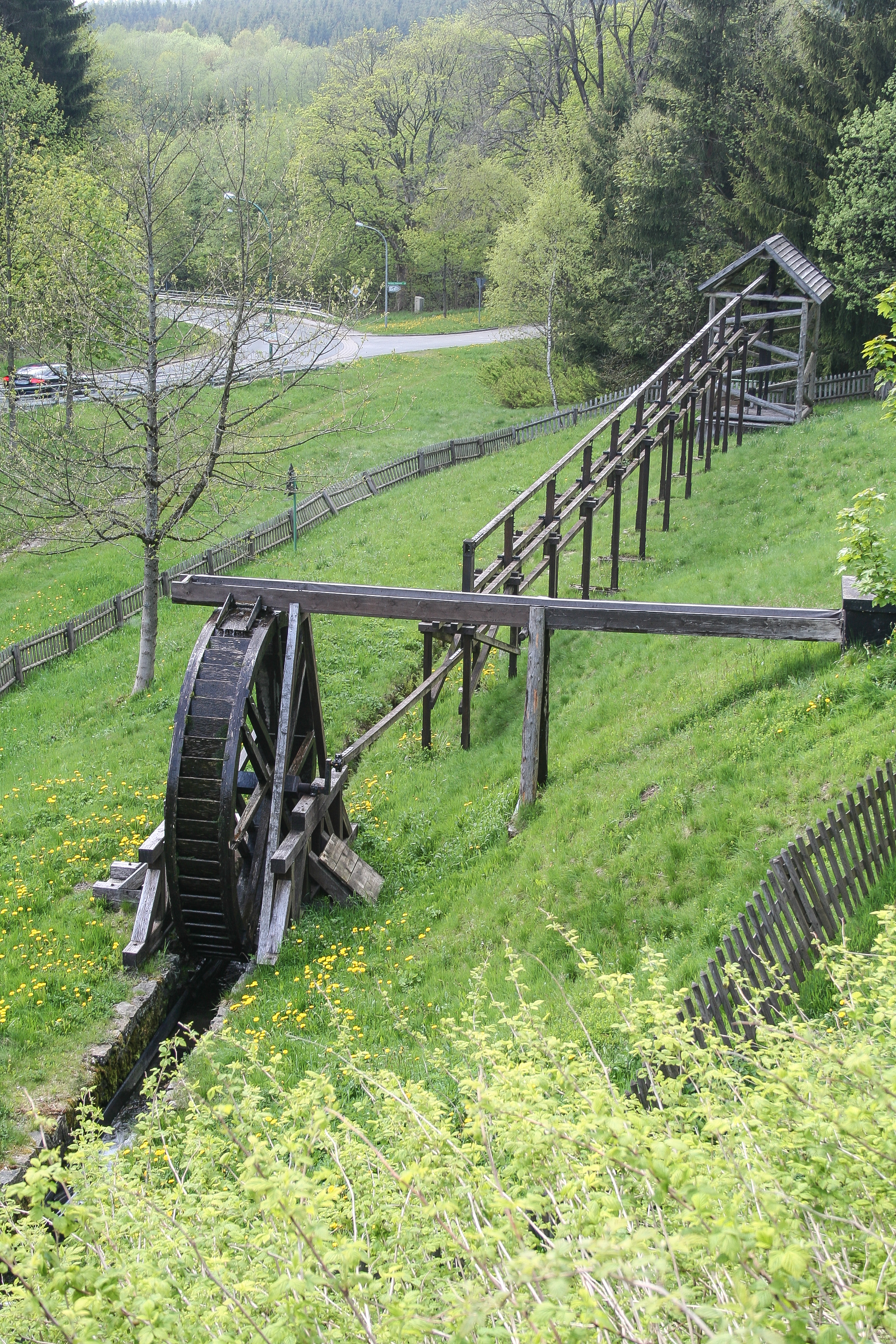
Modell einer Wasserkunst bei Clausthal-Zellerfeld.

### Bauwerke
Stauseen

Siehe: Oberharzer Teiche
Die 143 Stauteiche und Talsperren wurden mittels Erddämmen angestaut. Heute sind noch etwa 65 Stauanlagen in Betrieb. Die Dammhöhen variieren zwischen 4,0 und 15,0 Meter; das Stauvolumen liegt im Mittel bei etwa 150.000 Kubikmetern.
Gräben

Siehe: Oberharzer Gräben
Die Gräben sind höhenlinienparallele Hanggräben mit einem sehr geringen Gefälle von weniger als einem Promille und werden von einem Grabenweg begleitet.
Wasserläufe

Siehe: Oberharzer Wasserläufe
Die zwischen 20 und mehr als 1000 Meter langen Wasserläufe (Wasserüberleitungstunnel) waren die teuersten Investitionen des Oberharzer Wasserregals. Sie lohnten sich dennoch wegen ihrer geringeren Betriebskosten und der höheren hydraulischen Leistungsfähigkeit.
Sonderbauwerke
- Der Sperberhaier Damm ist ein von 1732 bis 1734 errichtetes Aquädukt mit über 900 Meter Länge und 16 Meter Höhe.
- Der Oderteich weicht hinsichtlich seiner Baustoffe und Abmessungen ganz erheblich von den übrigen Oberharzer Teichen ab. Er war nach seiner Fertigstellung im Jahre 1722 bis zum Beginn des modernen Talsperrenbaus im Jahre 1892 die größte Talsperre Deutschlands.[12]
- In der Polsterberger Hubkunst konnte Wasser des Dammgrabens mittels Wasserkraft auf ein 18 Meter höheres Niveau gepumpt werden.
- Häufig wird in diesem Zusammenhang auch die Huttaler Widerwaage genannt, die relativ aufwändig gestaltet ist und die Wasser in zwei verschiedene Richtungen fließen lassen kann.

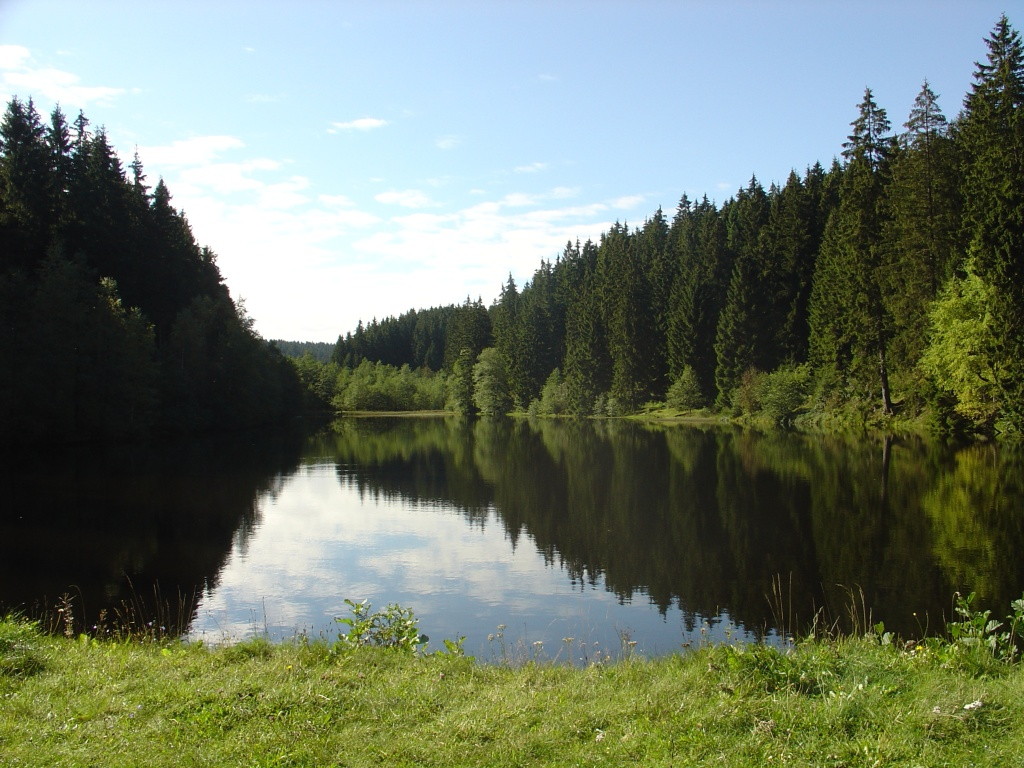
Hüttenteich bei Altenau
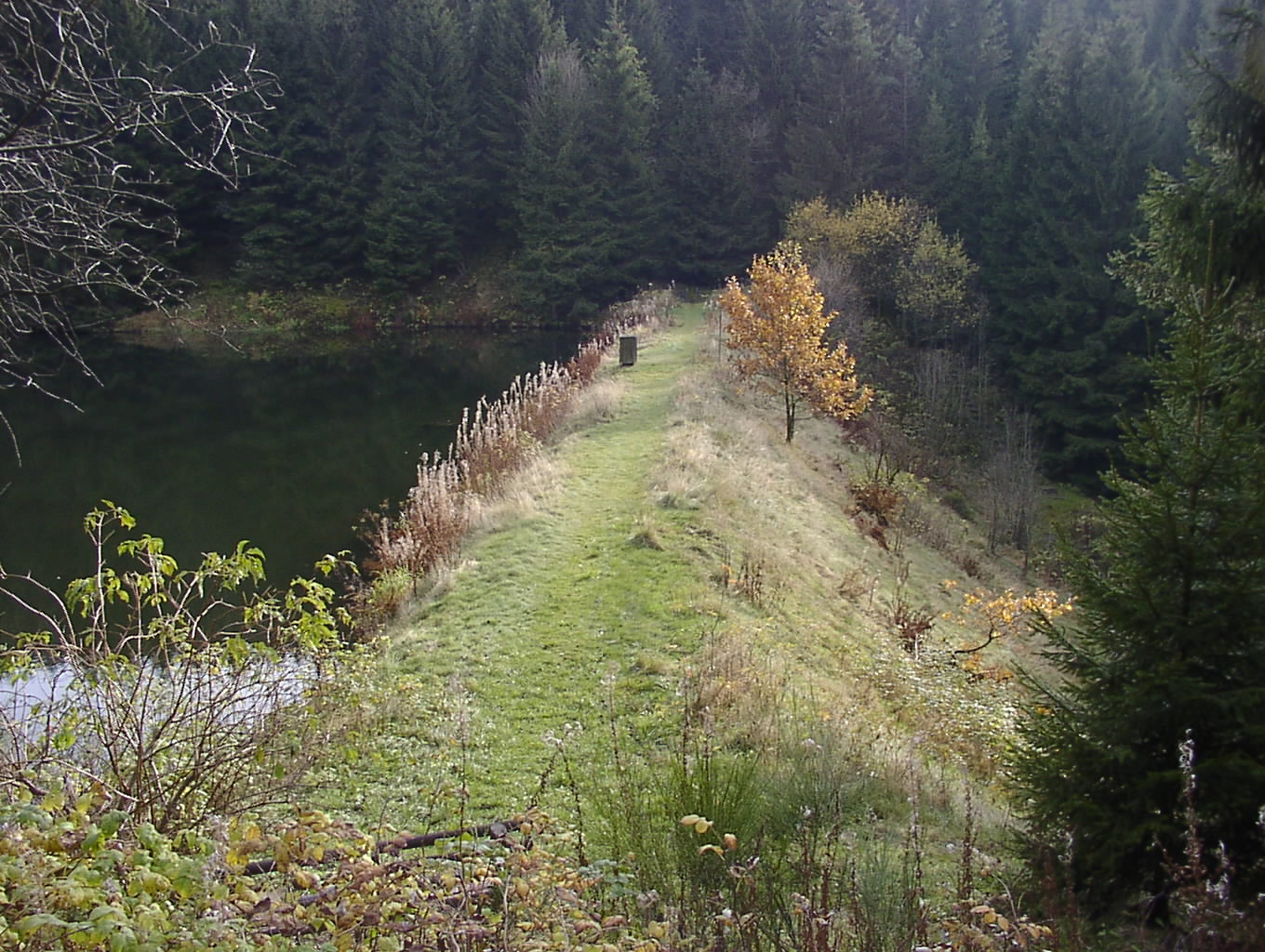
Der Damm des Klein-Clausthaler Teiches
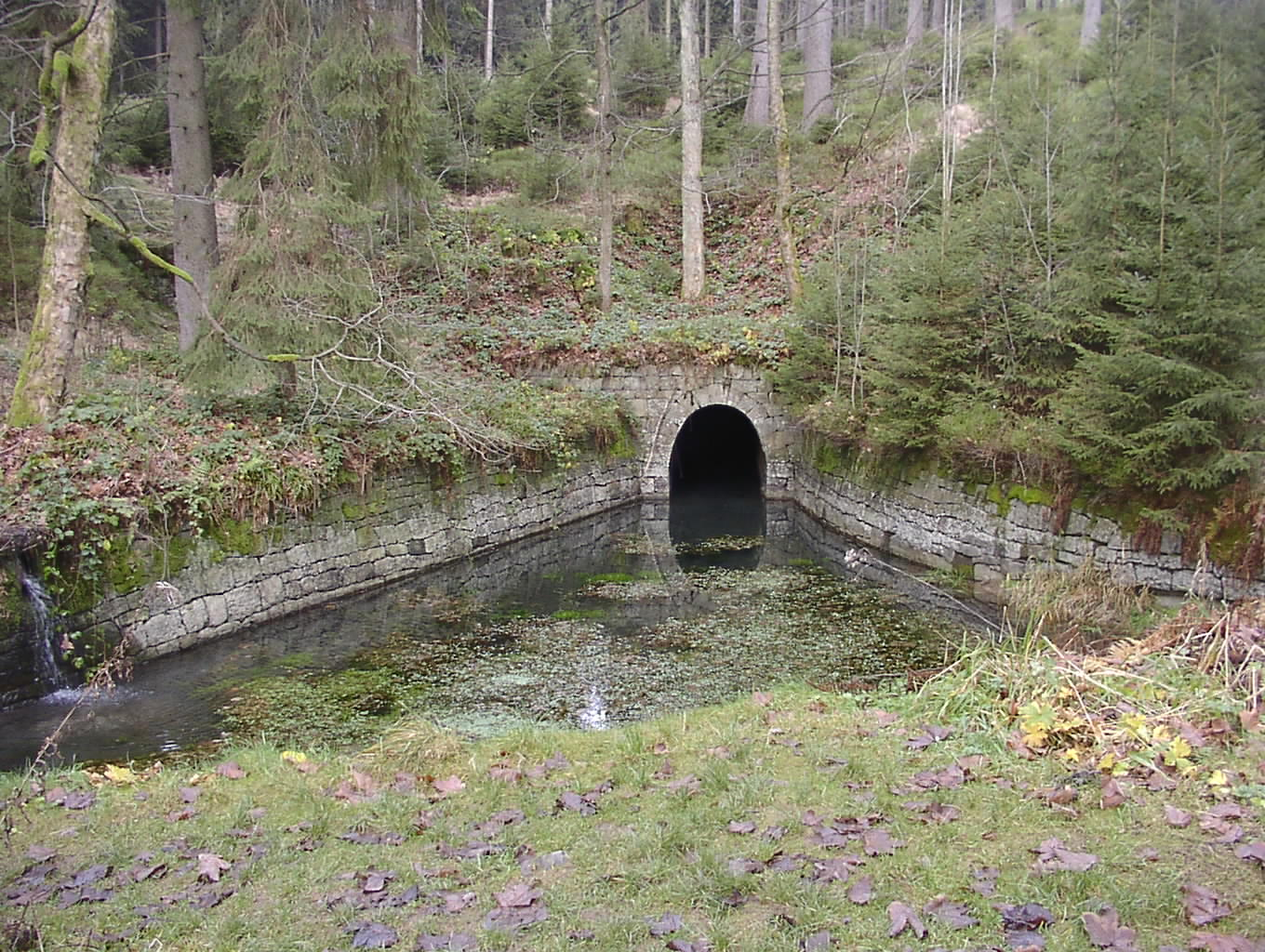
Huttaler Widerwaage mit Mundloch des Huttaler Wasserlaufes
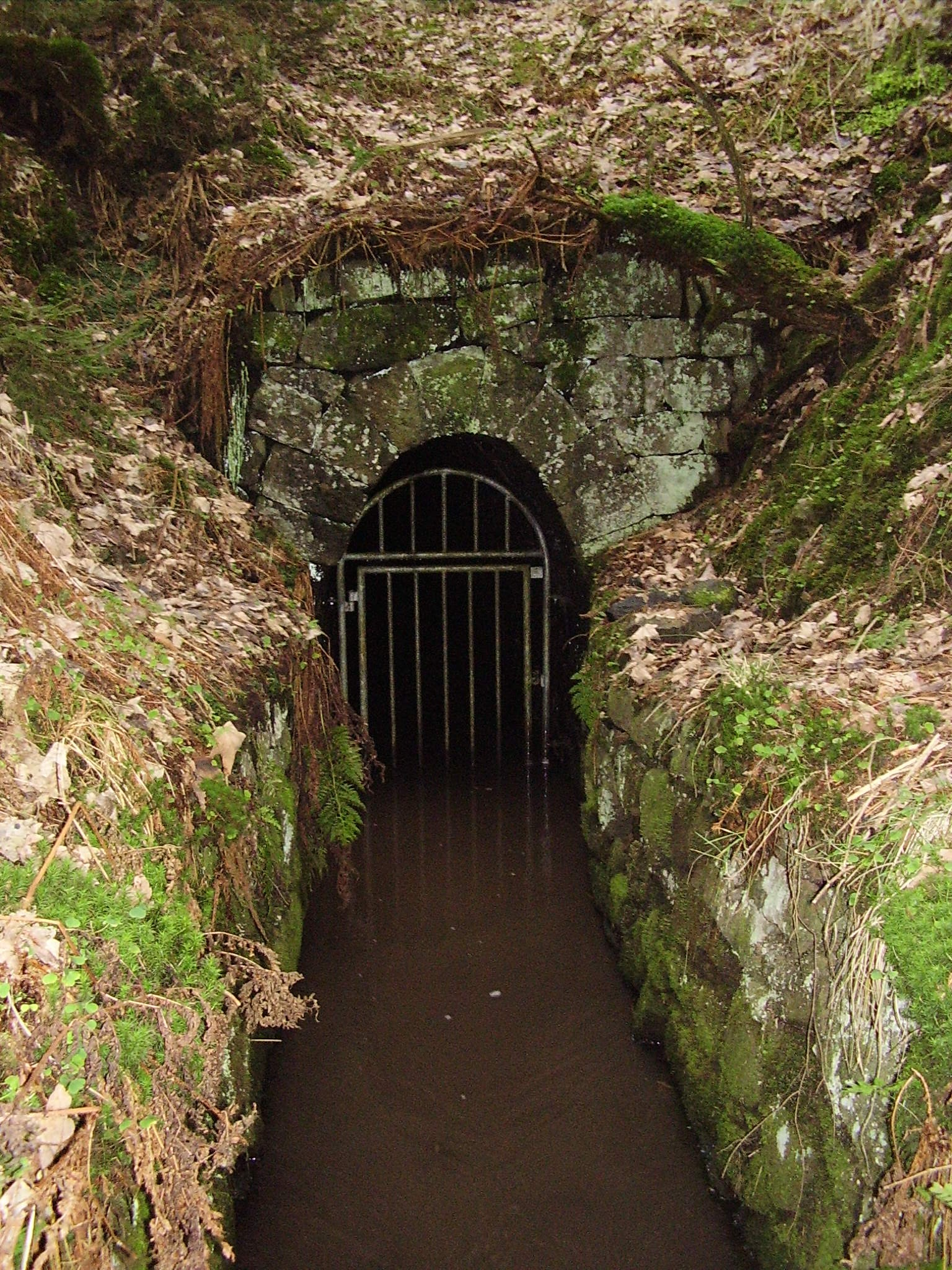
Auslaufmundloch des Unteren Hasenbacher Wasserlaufes

## Geschichte

### Entstehung
Bergbauliche Tätigkeiten im Oberharz lassen sich anhand archäologischer Nachweise bis in das 3. Jahrhundert n. Chr. zurückverfolgen. Eine große Blütezeit muss es im 12. und 13. Jahrhundert gegeben haben, als der Bergbau im gesamten Harz durch die Mönche des Zisterzienserklosters Walkenried organisiert und verwaltet wurde. In diese Zeit fällt auch der erste Einsatz von Wasserrädern zur Energieversorgung der Bergwerke, der für das 13. Jahrhundert im Pandelbachtal südöstlich von Seesen nachgewiesen werden konnte.
Die mittelalterliche Pest entvölkerte den Harz weitgehend und brachte den Oberharzer Bergbau nahezu zum Erliegen. Eine deutliche Wiederbelebung erfolgte ab etwa 1520 auf Veranlassung des Braunschweig-Wolfenbütteler Herzogs Heinrich des Jüngeren. Besonders dessen Sohn Herzog Julius von Wolfenbüttel forcierte den begonnenen Oberharzer Erzbergbau und veranlasste die Anlage einer Vielzahl von Teichen und Gräben.
Die großräumige Nutzung der Wasserkraft machte den Aufschwung des Bergbaus im Oberharz erst möglich. Die immer tiefer werdenden Bergwerke benötigten mit der Zeit immer mehr Energie. Wassermangel nach niederschlagsarmen Monaten oder nach längeren Frostperioden war immer wieder ein begrenzender Faktor für den Bergbau. Der Ausbau erfolgte durch Erhöhung bestehender Teichdämme, Anlage neuer Staudämme, Anlage neuer Gräben und Verlängerung bestehender Grabentouren.

### Weitere Verbesserungen: Wasserläufe und Wasserlösungsstollen

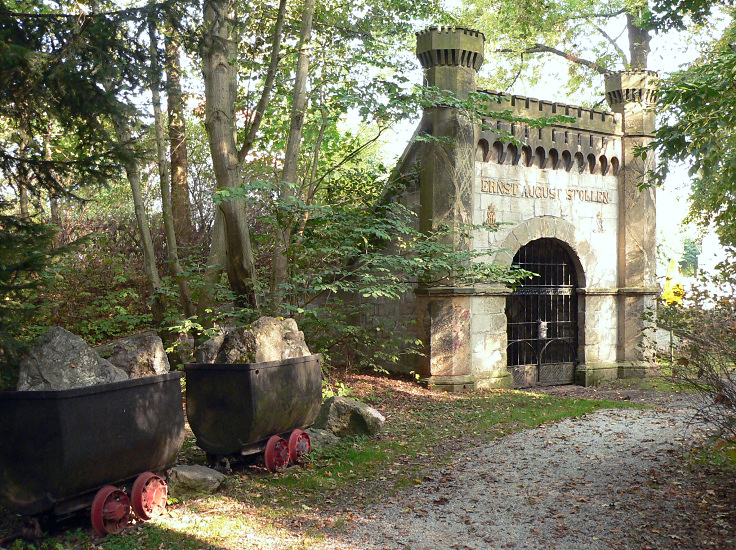
Auslaufmundloch des Ernst-August-Stollens in Gittelde

Ein Beispiel für den weiteren Ausbau des Wasserregals ist die überwiegend im 19. Jahrhundert durchgeführte Optimierung einiger Grabenrouten (Dammgraben, Oberer und Unterer Rosenhöfer Fall) durch Anlage von sogenannten Wasserläufen (Wasserüberleitungsstollen). Durch sie konnte die Grabentour deutlich abgekürzt werden. Dadurch war ein sicherer Winterbetrieb möglich, da Wasser unter Tage nicht einfriert. Des Weiteren war der Unterhaltungsaufwand für eine kurze Tunnelstrecke gegenüber einer längeren Grabentrasse deutlich geringer. Ein besonderer Vorteil lag aber auch in der höheren hydraulischen Leistungsfähigkeit: Durch die kürzere Distanz bei gleichem Höhenunterschied hatte der Wasserlauf ein höheres Gefälle. Anfangs wurden die untertägigen Strecken mühsam mit Schlägel und Eisen aufgefahren. Später wurde auch Schwarzpulver als Sprengstoff zu Hilfe genommen, was den Bau der Wasserläufe erheblich erleichterte und vorantrieb.
Da die meiste Energie für die Wasserhaltung benötigt wurde und der Bedarf hierfür mit den tiefer werdenden Bergwerken immer mehr anstieg, versuchte man schon früh, ihn durch Anlage von Wasserlösungsstollen zu reduzieren. Hierzu wurden vom Bergwerk aus Strecken in die Täler aufgefahren, durch die das Wasser im freien Gefälle ablaufen konnte. Je tiefer das Entwässerungsniveau lag, umso länger mussten die Stollen werden. Der längste dieser Stollen, der Mitte des 19. Jahrhunderts erbaute Ernst-August-Stollen, ist 35 Kilometer lang. Er sammelt das Wasser aus den Bergwerken in Bockswiese, Lautenthal, Zellerfeld, Clausthal und Wildemann und führt es nach Gittelde an den Harzrand.

### Höhepunkt und Niedergang

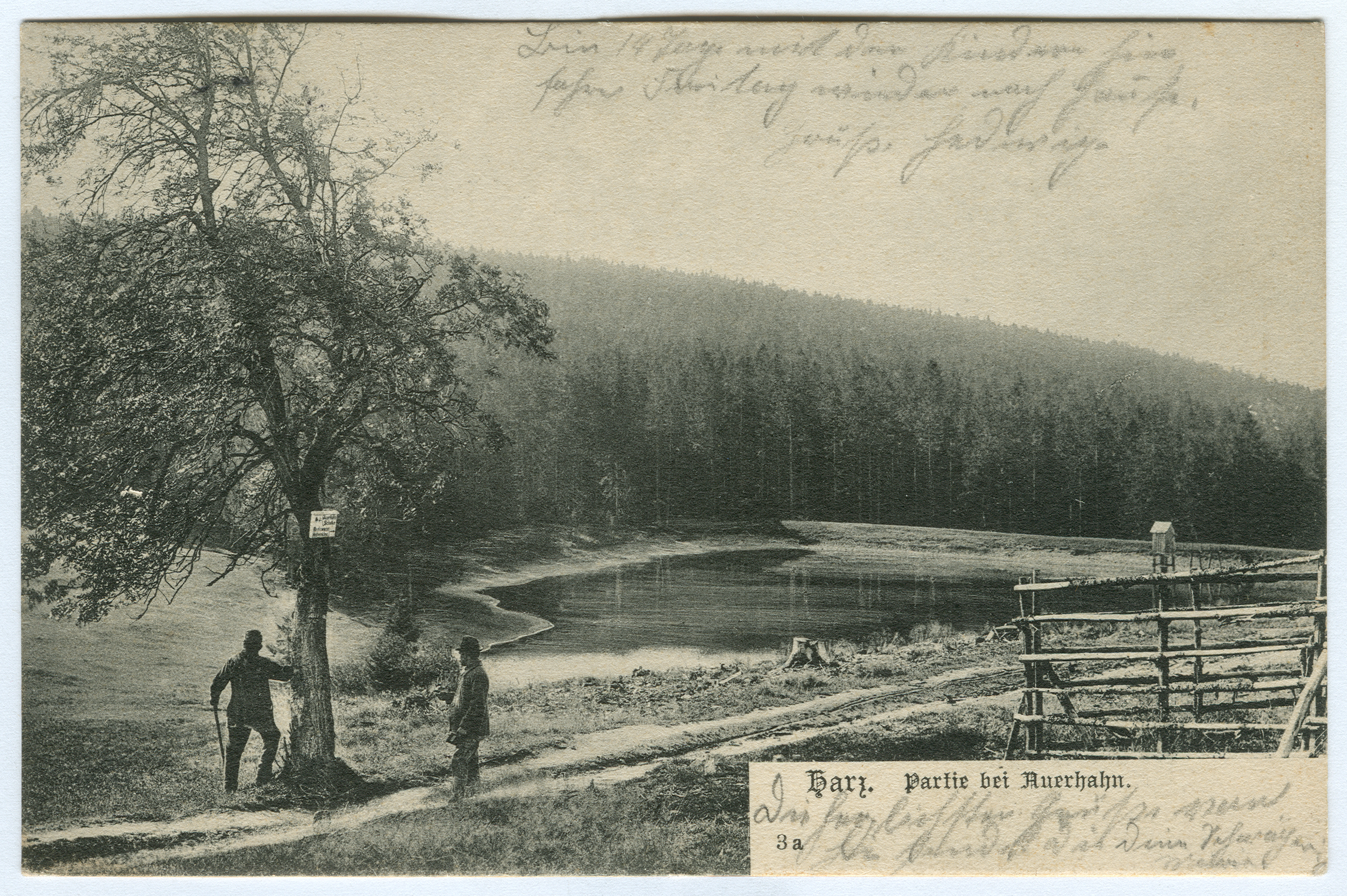
Um 1900: Der Auerhahnteich auf einer Ansichtskarte von Karl Friedrich Wunder

Etwa 80–90 % der Stauteiche des Oberharzer Wasserregals entstanden vom 16. bis zum 17. Jahrhundert, während das Dammgrabensystem noch bis Mitte des 19. Jahrhunderts weiter ausgebaut wurde. Diese Bauwerke trugen erheblich dazu bei, dass der Harz in der Frühen Neuzeit zum größten Industriegebiet Deutschlands wurde. Die Erfindung der Dampfmaschine und der elektrischen Energie änderte nicht sofort die Wasserkraftnutzung. Diese Energieformen wurden sukzessive im Oberharz eingeführt. Bei der Einführung der Dampfmaschine spielten bis zum Bau der Innerstetalbahn natürlich auch die Schwierigkeiten, Kohle in ausreichenden Mengen heranzuschaffen, eine Rolle.
Mit der Verstaatlichung der Bergwerke am 1. Januar 1864 durch das Königreich Hannover fielen neben den Bergfreiheiten auch sämtliche Wassernutzungsrechte an den Staat. Damit beanspruchte das Königreich Hannover auch das Wasserregal, das im Preußischen Wassergesetz von 1913 § 16 und § 381 erstmals legaldefiniert wurde. Nach dem Anschluss des Königreiches Hannover an das Königreich Preußen übernahm die Königlich-Preußische Bergbauinspektion und später die Preussag den Betrieb der Bergwerke des Oberharzes.
Eine Bestandsaufnahme aus dem Jahre 1868 ergab, dass durch das Oberharzer Wasserregal insgesamt 198 Wasserräder mit unterschiedlichen Durchmessern und einer Gesamtleistung von etwa 3000 PS (ca. 2,2 MW) angetrieben wurden.
Um 1900 wurden Schachtteufen von 1000 Metern erreicht. Die Förderung der Erze wurde damit immer aufwendiger. Gleichzeitig musste man bei immer besser werdenden Transportmöglichkeiten auch mit anderen Metallgewinnungen im In- und Ausland konkurrieren. Raubbau während des Ersten Weltkrieges und sehr niedrige Metallpreise in der Weltwirtschaftskrise verursachten auf deren Höhepunkt um 1930 eine große Stilllegungswelle, als große Bergwerke in Clausthal-Zellerfeld, Bockswiese und Lautenthal schließen mussten. In Bad Grund wurde der Oberharzer Erzbergbau noch bis 1992 fortgeführt, doch war für den Betrieb nur ein kleiner Teil der Anlagen des Oberharzer Wasserregals erforderlich.

### Stromerzeugung

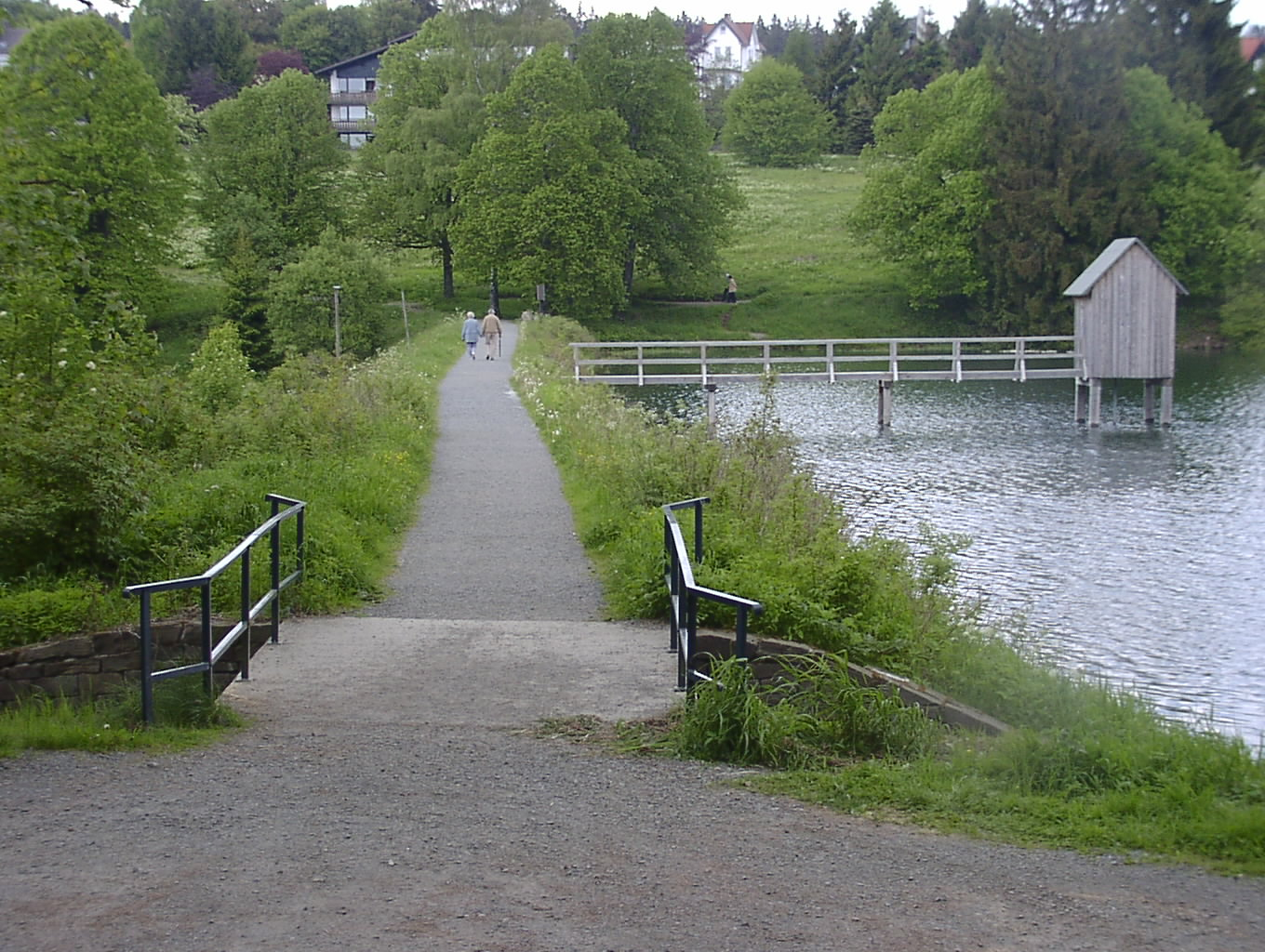
Der Kranicher Teich bei Hahnenklee mit Striegelhaus

Nach Einstellung des Bergbaus 1930 wurde das Wasser aus dem Oberharzer Wasserregal zur Stromerzeugung genutzt, wobei teilweise neue Bauwerke errichtet wurden. Die Stromerzeugung wurde von der Preussag bis 1980 in den Schächten Kaiser Wilhelm (maximale Leistung 4,5 MW) und Ottiliae (maximale Leistung 1,5 MW) durchgeführt. Die Wasserkraftwerke wurden Anfang der 1980er Jahre stillgelegt, nachdem die Wasserrechte erloschen waren und die Wirtschaftlichkeit der Kraftwerke bei stark steigenden Löhnen und stagnierenden Strompreisen immer mehr zurückging. In Sankt Andreasberg wird das Wasser des Oderteichs, das über den Rehberger Graben herangeführt wird, noch heute zur Stromerzeugung genutzt. Neben den Kraftwerken Teichtal und Grundstraße befinden sich zwei Kraftwerke in der Grube Samson: In 130 Meter Teufe das Kraftwerk Grüner Hirsch sowie das Kraftwerk Sieberstollen auf 190 Meter Teufe.

### Das Wasserregal heute
Nach Stilllegung der Kraftwerke gingen die Anlagen des Wasserregals zunächst auf die niedersächsische Landesforstverwaltung über, die durch das Forstamt Clausthal-Schulenberg viel Arbeit und Geld in die Instandhaltung steckte. Um den Landeshaushalt zu entlasten, wurden ab 1991 die Harzwasserwerke mit der Aufgabe betraut, 65 Stauteiche, 70 Kilometer Gräben und 20 Kilometer Wasserläufe zu betreiben und instand zu halten. Die Betreuung des Oberharzer Wasserregals lassen die Harzwasserwerke von ihrem Betriebshof Clausthal durchführen. Öffentliche Mittel werden hierfür nicht eingesetzt: Die Kosten für die Unterhaltung, jährlich ein siebenstelliger Betrag, müssen die Harzwasserwerke über ihren Trinkwasserverkauf selbst erwirtschaften. Bis auf wenige Ausnahmen können die meisten Teiche im Sommer zum Baden benutzt werden. Der überwiegende Teil ist an örtliche Angelvereine verpachtet.
Neben den von den Harzwasserwerken betreuten Anlagen gibt es noch eine Vielzahl von Dammresten, Wasserlaufmundlöchern und vor allem mehrere hundert Kilometern Gräben, die nicht gepflegt werden. Diese Bauwerke genießen einen so genannten passiven Denkmalschutz. Das bedeutet, dass sie ähnlich einer Burgruine dem natürlichen, sehr langsamen Verfall preisgegeben sind, aber auch nicht durch moderne Maßnahmen ohne denkmalschutzrechtliche Genehmigung zerstört werden dürfen.
Für Clausthal-Zellerfeld und Altenau wird der Hirschler Teich, für Zellerfeld der Obere und Mittlere Kellerhalsteich durch die Stadtwerke Clausthal-Zellerfeld zur Trinkwassergewinnung genutzt. Hahnenklee gewinnt sein Trinkwasser aus dem Auerhahnteich, dem Neuen Grumbacher sowie aus dem Oberen Kellerhalsteich.

### Historische Kulturlandschaft
Das Oberharzer Wasserregal ist eine 95 km² große historische Kulturlandschaft von landesweiter Bedeutung innerhalb des Kulturlandschaftsraums Westharz. Die Zuordnung zu den Kulturlandschaften in Niedersachsen hat der Niedersächsische Landesbetrieb für Wasserwirtschaft, Küsten- und Naturschutz (NLWKN) 2018 getroffen. Ein besonderer, rechtlich verbindlicher Schutzstatus ist mit der Klassifizierung nicht verbunden.

## Touristische Erschließung
Aufgrund der Vielzahl der Bauwerke und der Länge der Gräben lässt sich das Oberharzer Wasserregal am besten durch Wandern besichtigen. Auf Betreiben der Harzwasserwerke wurden in den 1990er Jahren viele Wasserwanderwege angelegt. Anhand von Hinweistafeln auf markierten Wegen kann man die typischen Elemente des Oberharzer Wasserregals kennenlernen. Die touristische Erschließung wird ergänzt durch die „Stiftung Welterbe im Harz“, die jetzt dabei ist, nach und nach „Welterbe-Erkenntniswege“ zusätzlich einzurichten. Auch Führungen, in der Regel in Form von geführten Wanderungen, werden von dort aus angeboten.
Im Oberharzer Bergwerksmuseum kann des Weiteren mit dem E.guide EMIL ein Kleincomputer ausgeliehen werden, der über eine 4 Kilometer lange Wanderstrecke führt und dort die Spuren des Bergbaus und die Anlagen des Oberharzer Wasserregals erläutert.
Das Oberharzer Bergwerksmuseum hat zudem eine Außenstelle auf dem Gelände der Harzwasserwerke am Kaiser-Wilhelm-Schacht. In der ehemaligen Waschkaue des Bergwerks werden vielfältige Exponate präsentiert, die Geschichte und die Technik des Wasserregals dokumentieren.

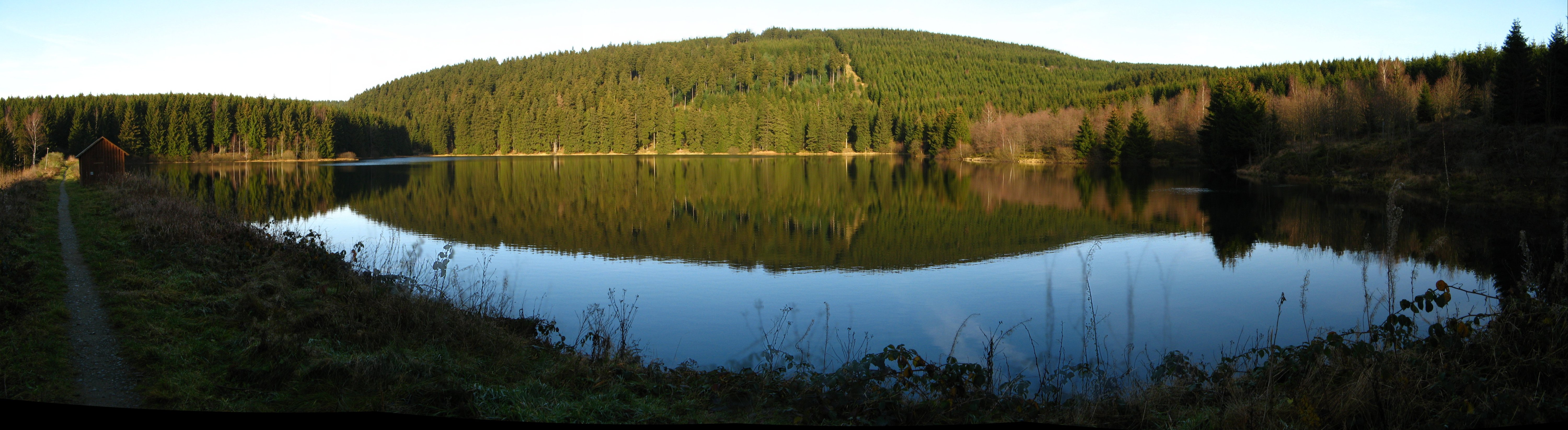
Großer Kellerhalsteich, im Hintergrund der Kahle Berg, die Westseite der Schalke

### Welterbe-Informationszentrum
Im denkmalgeschützten Herrenhaus Walkenried der ehemaligen Klosterdomäne wurde am 22. Juli 2020 vom Niedersächsischen Wirtschaftsminister Bernd Althusmann das erste Welterbe-Informationszentrum der Stiftung UNESCO-Welterbe im Harz eröffnet.
Weitere Welterbe Infozentren wurden im historischen Rathaus am Marktplatz in Goslar (April 2022) und am Oberharzer Bergwerksmuseum in Clausthal-Zellerfeld (September 2022) eingerichtet.
Herzstück eines jeden Welterbe-Infozentrums ist ein 3D-Landschaftsmodell mit Videoprojektion, die den Veränderungsprozess der 3000 Jahre alten Kulturlandschaft im Westharz verdeutlicht. Mensch – Natur – Technik werden hier in einen zeitlichen und inhaltlichen Zusammenhang gebracht. Die Ausstellungen können kostenfrei besucht werden.

### Touristisches Leitsystem
Am 9. Oktober 2021 hat die Stiftung UNESCO-Welterbe im Harz ein neues touristisches Leitsystem für das UNESCO-Welterbe im Harz eröffnet. Die Welterbe-Route im Harz verbindet Sehenswürdigkeiten des Welterbes über das öffentliche Verkehrswegenetz für Autofahrer sowie Fußgänger und vermittelt Informationen zum UNESCO-Welterbe im Harz und zu den jeweiligen Welterbe-Standorten.
Die Welterbe-Route im Harz führt auf einer Strecke von rund 73 km von Goslar nach Walkenried sowie auf einem 12 km langen Abstecher von Clausthal-Zellerfeld nach Bad Grund. Ein Fußgängerleitsystem wurde zusätzlich für Wildemann, Bad Grund, Sankt Andreasberg und Walkenried realisiert.

## Ähnliche Systeme
Ähnliche Systeme zur Energieversorgung von Bergwerken gibt es mit der Revierwasserlaufanstalt im historischen Silberbergbau bei Freiberg, im norwegischen Kongsberg, in Schemnitz (heute Slowakei) sowie mit dem Unterharzer Teich- und Grabensystem im Unterharz. Es ist belegt, dass zwischen diesen Gebieten ein reger Erfahrungsaustausch stattfand. Das Oberharzer Wasserregal ist jedoch das umfangreichste und am meisten vernetzte System, sowohl bezüglich der Anzahl als auch der Gesamtgröße (Grabenlängen, Stauvolumina etc.) der Bauwerke.